# Autódromo de Sitges-Terramar

Ovalkurs Autódromo de Sitges-Terramar

Das Autódromo de Sitges-Terramar ist eine historische Motorsport-Rennstrecke in Katalonien. Sie befindet sich in der Gemeinde Sant Pere de Ribes in der Provinz Barcelona.

## Geschichte

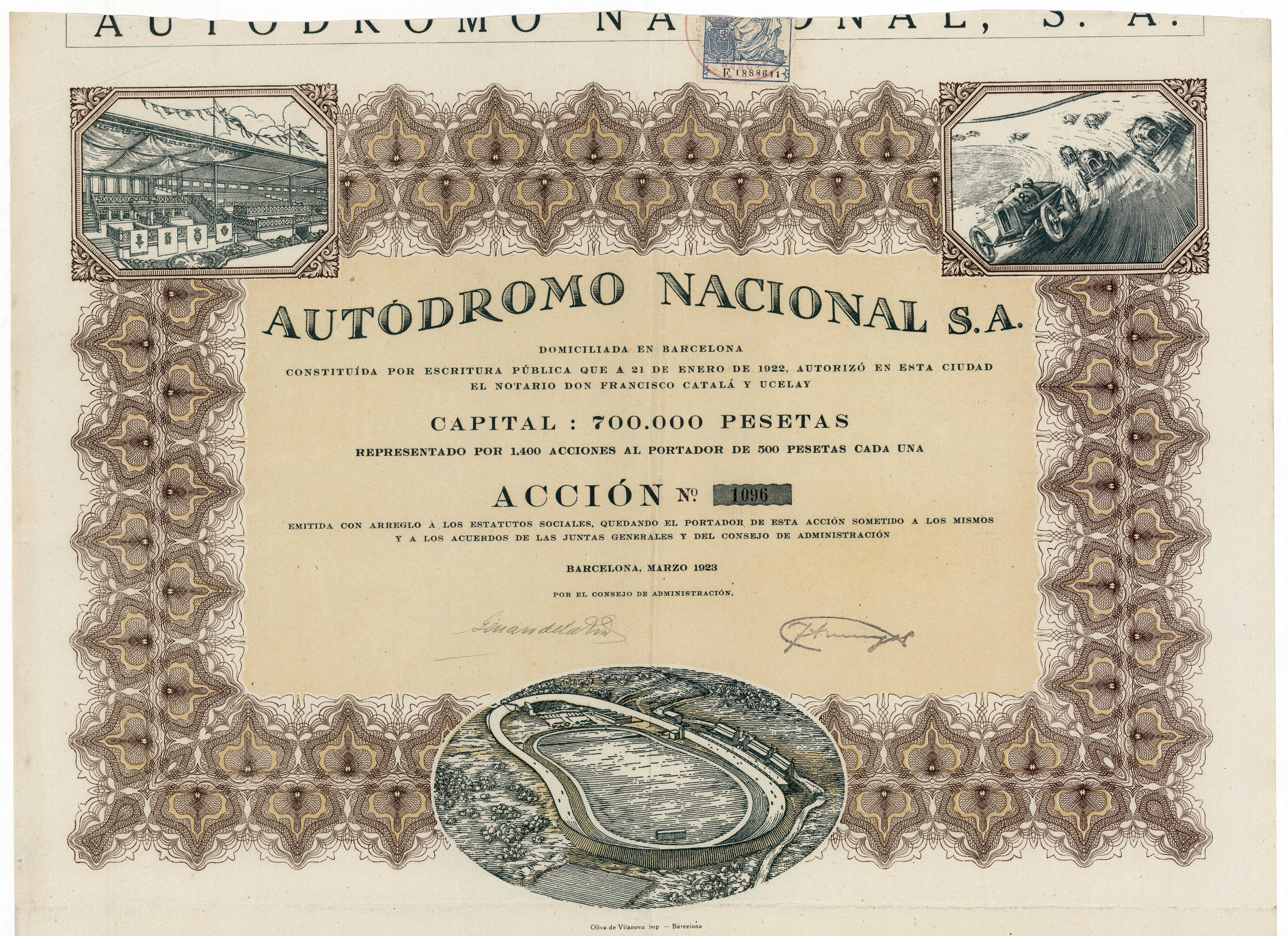
Aktie der Autodromo Nacional S.A. vom März 1923

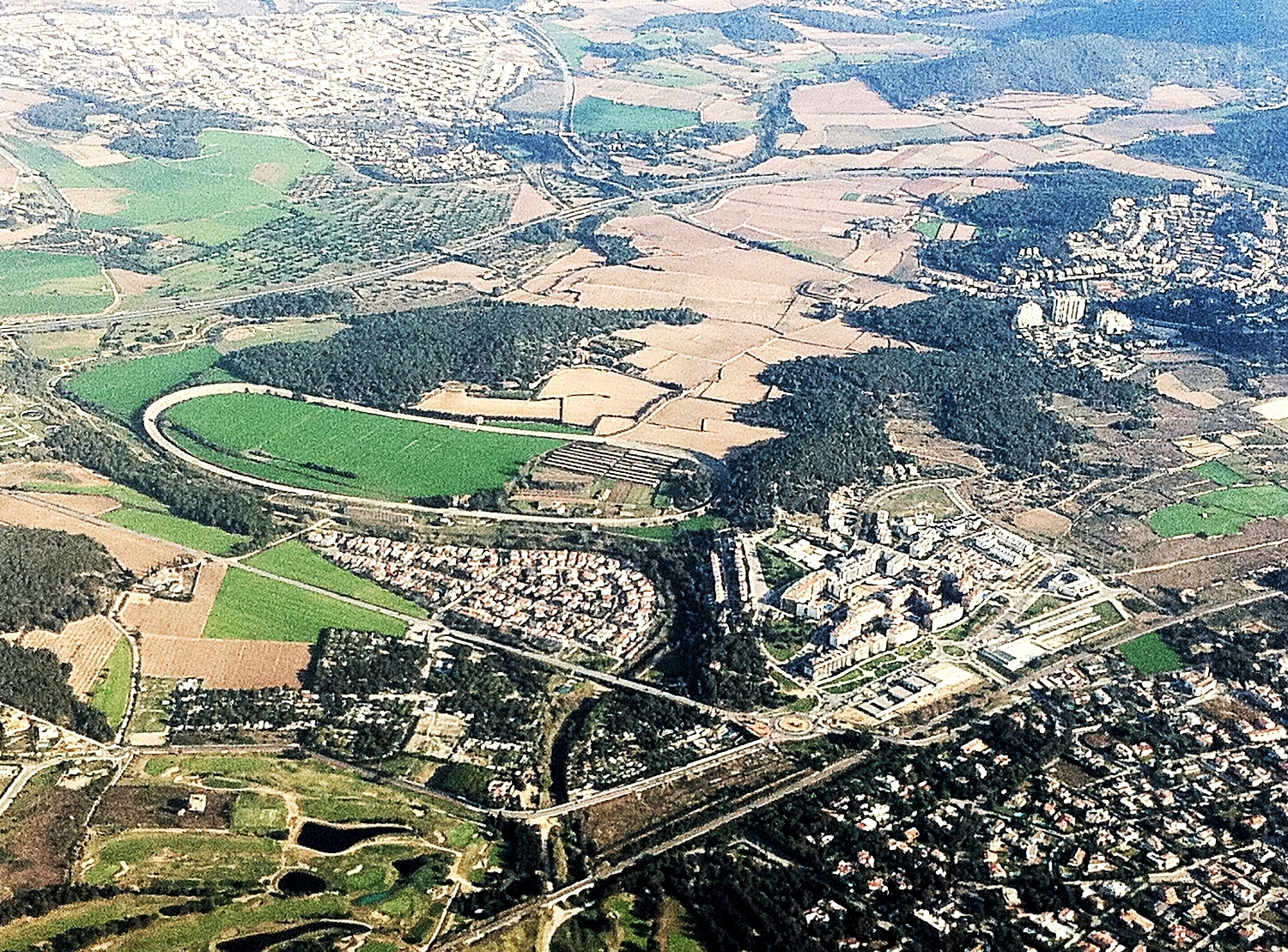
Luftaufnahme

Die ursprüngliche amtliche Bezeichnung bei der Einreichung der Baugenehmigung 1922 war Autódromo Nacional Sitges de Ribes. Den Namen Autódromo de Sitges-Terramar erhielt sie erst später, da die Strecke am nördlichen Rand der Ortsteile Sitges und Terramar liegt. Die beiden Orte gehören jedoch zur Gemeinde Sant Pere de Ribes.
Am 20. Januar 1922 wurde der Bau der ersten dauerhaften Rennstrecke in Spanien von dem spanischen Millionär und Rennfahrer Federico „Frick“ Armangué bekannt gegeben. Armagué erklärte, dass der Ovalkurs für Geschwindigkeiten ausgelegt sei, die durchaus 200 km/h erreichen können. Der Bau dauerte rund 300 Tage und das Budget betrug vier Millionen Spanische Peseta.
Der Ovalkurs mit einer Bahnlänge von rund 2000 Meter und zwei zwischen 60 und 90 % überhöhten Kurven wurde im Jahr 1923 fertiggestellt. Die Anlage wurde von Autodromo Nacional S.A. als Betonoval für den Auto- und Motorradrennsport errichtet. Die Architekten waren Jaume Mestres (Rennoval) und Josep Maria Martino (Tribüne und andere Anlagen). Zum Zeitpunkt der Konstruktion gab es in Europa nur drei solche Rennovale: in Brooklands, in Monza und die Opel-Rennbahn in Rüsselsheim sowie eines in den Vereinigten Staaten, der Indianapolis Motor Speedway in Indianapolis.

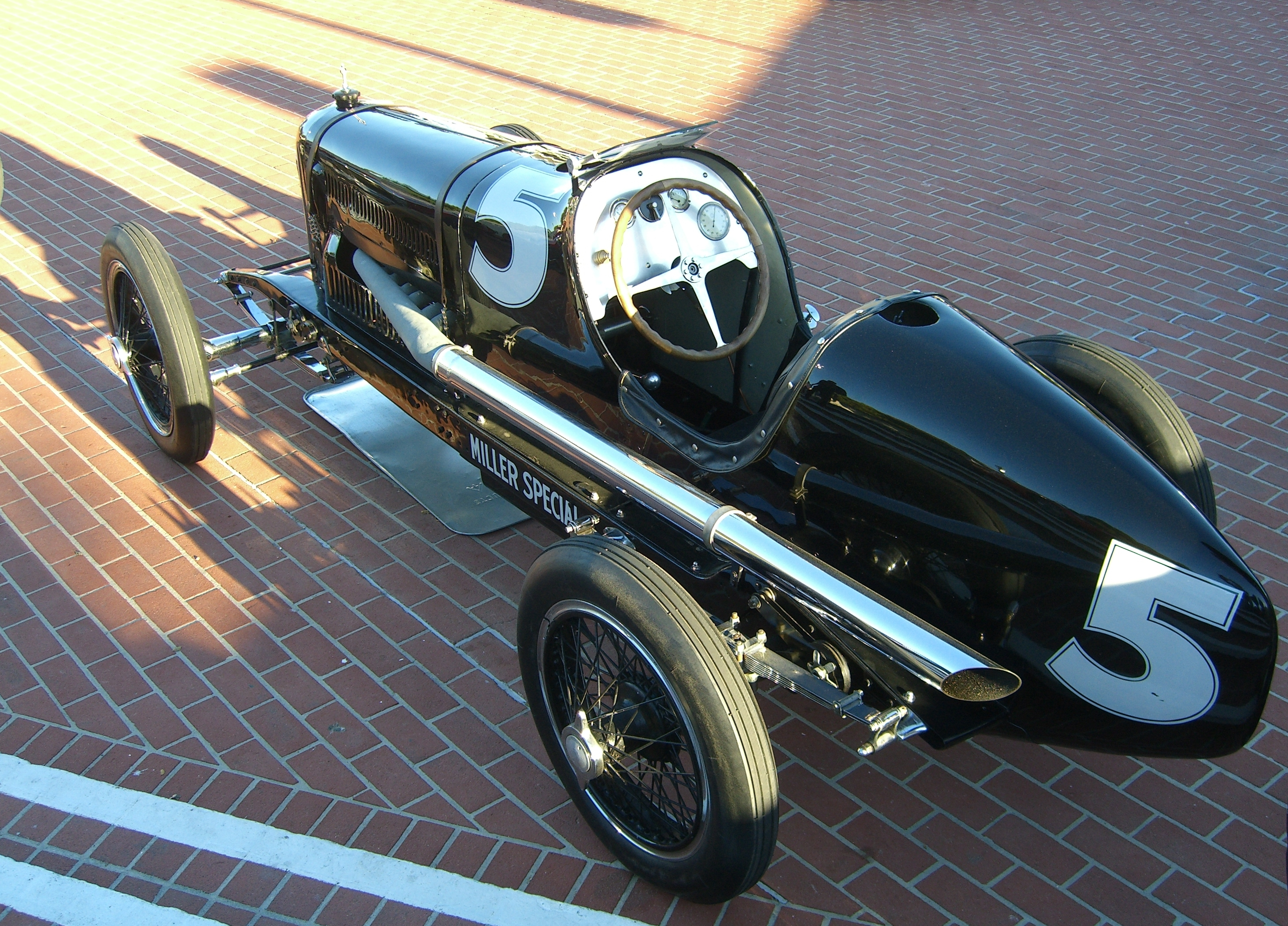
Miller Rennwagen von Louis Zborowski. Konstrukteur Harry Miller

Die Strecke wurde mit dem II Gran Premio d’España am 28. Oktober 1923 durch König Alfons XIII. eingeweiht. Der französische Rennfahrer Albert Divo gewann mit einem 2-Liter-Grand-Prix-Rennwagen von Sunbeam vor dem englischen Grafen Louis Zborowski in einem Miller mit einer Durchschnittsgeschwindigkeit von 96,91 mph (156 km/h). Den absoluten Rundenrekord fuhr jedoch Zborowski mit 45,8 Sekunden, was einer Geschwindigkeit von 157,2 km/h entspricht. Veranstalter war der Real Automòbil Club de Catalunya. 1923 und 1924 war der erfolgreichste Motorradrennfahrer auf diesem Oval der Italiener Isacco Mariani, er gewann auf Garelli zweimal in Folge den Gran Premio Internacional de Motocicletas del Real Moto Club de Cataluña.
1925 übernahm der tschechische Investor und Rennfahrer Edgar Morawitz das Rennoval und durch seine Beteiligung wurden noch Rennen zum Campionat espanyol de motociclisme bis 1932 durchgeführt. Morawitz (* 1892 in Prag; † 2. September 1945 in Österreich) gab wegen Repressalien durch Diktator Francisco Franco das Projekt auf und verließ Spanien. Die Strecke ging an eine Schwägerin der Mutter des späteren Besitzers Salvador Mora. Danach geriet das Rennoval durch die Kriegsjahre in Vergessenheit und wurde nicht mehr für Rennveranstaltungen genutzt. Dank der Betonbauweise ist die Bahn – besonders die Steilkurven – jedoch noch heute gut erhalten vorhanden.

## Heute

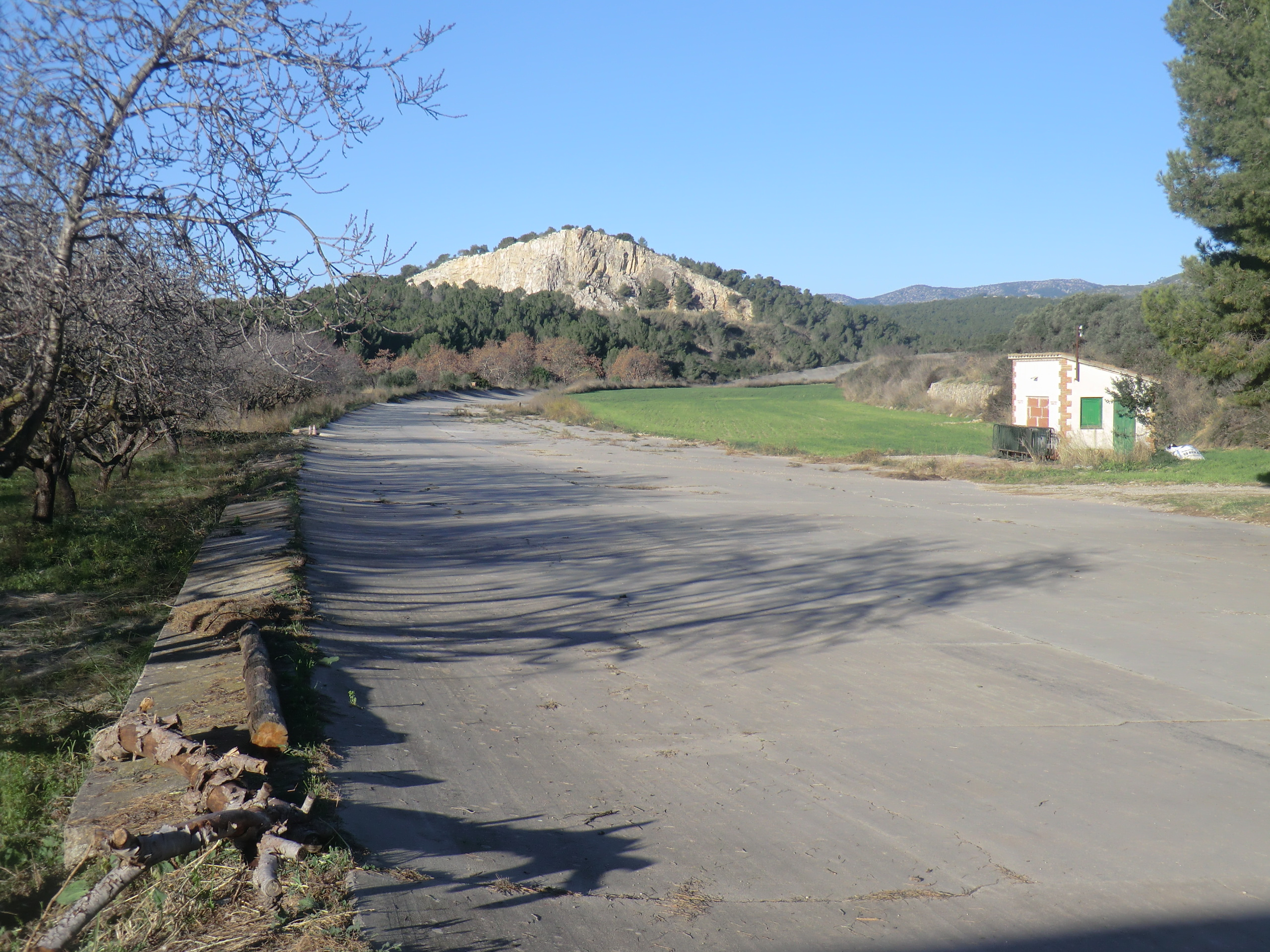
Zustand 2014

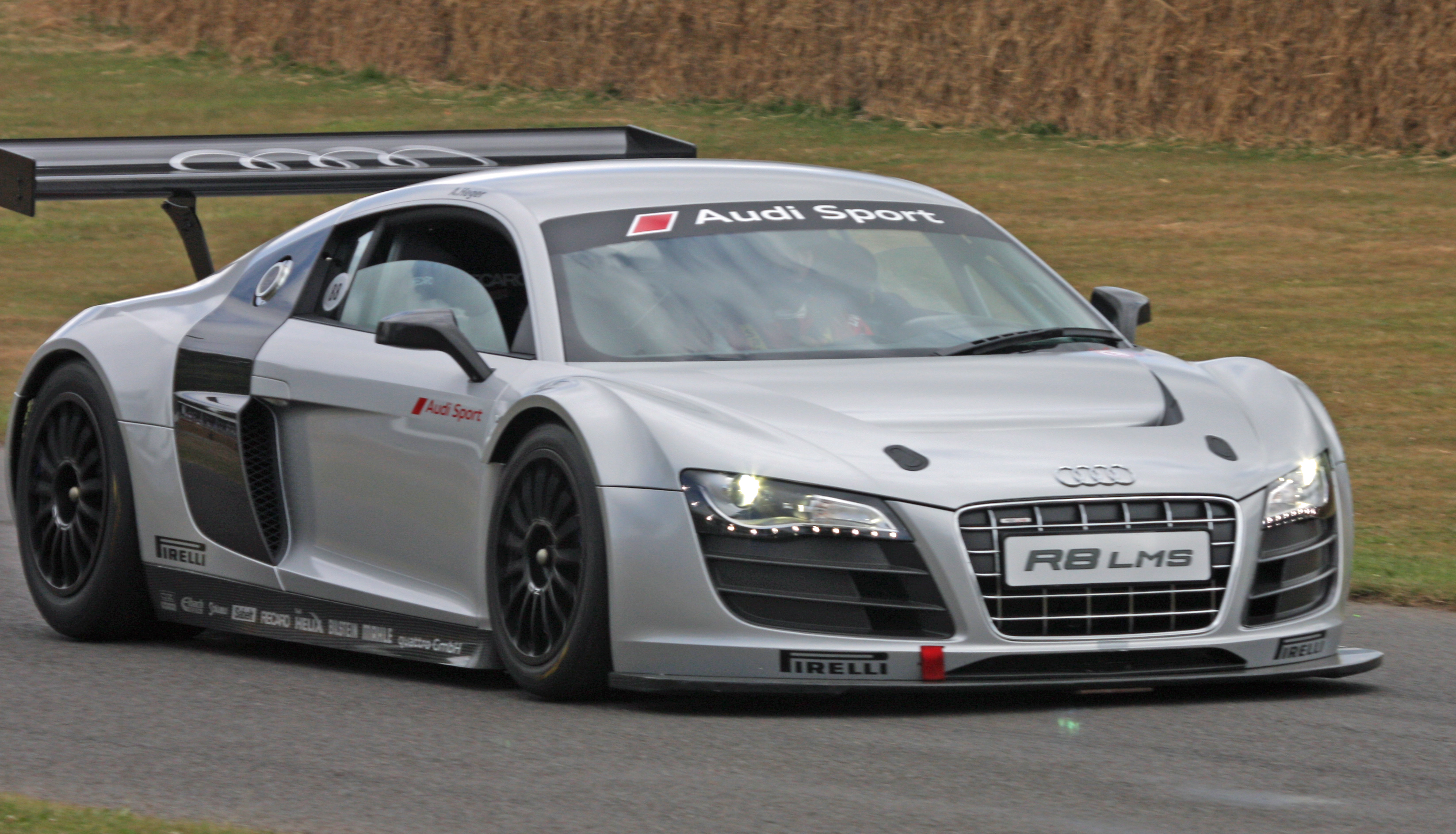
Audi R8 LMS

Anfang 2009 wurden Reinigungs- und Instandsetzungsarbeiten durchgeführt. Der heutige Eigentümer beabsichtigt ein Reaktivierungsprojekt für klassische Autorennen und es soll auch ein Museum errichtet werden. Seit 2010 werden auf der Strecke wieder Fahrzeugpräsentation und Testfahrten durchgeführt sowie Werbeaufnahmen von Sportwagen gemacht.
Der Rekord Louis Zborowskis aus dem Jahr 1923 wurde erst am 10. Mai 2012 von den spanischen Rennfahrern Carlos Sainz junior und Miguel Molina bei Testfahrten zu einem Werbespot mit einem Audi R8 LMS auf dem Ovalkurs gebrochen. Sie erzielten eine Zeit von 42,6 Sekunden bzw. 170 km/h. Im Januar 2013 fanden Testfahrten mit dem Aspid SS statt, einem Fahrzeug des Sportwagenprojekts von Altran und Quimera mit einem Motor, der mit einer Mischung aus Kohlendioxid und Wasserstoff als Energiequelle betrieben wird.
Der Name Terramar ist Namensgeber des im Herbst 2024 vorgestellten neuem SUV der Marke Cupra, den Terramar.